# Коул Сити (Илиноис)
Коул Сити (енгл. Coal City) град је у америчкој савезној држави Илиноис.

## Демографија
По попису из 2010. године број становника је 5.587, што је 790 (16,5%) становника више него 2000. године.
| Група             | 2000.         | 2010.         |
| Белци             | 4.662 (97,2%) | 5.237 (93,7%) |
| Афроамериканци    | 6 (0,1%)      | 17 (0,3%)     |
| Азијати           | 1 (0,0%)      | 19 (0,3%)     |
| Хиспаноамериканци | 91 (1,9%)     | 263 (4,7%)    |
| Укупно            | 4.797         | 5.587         |